# Buschehr (Provinz)

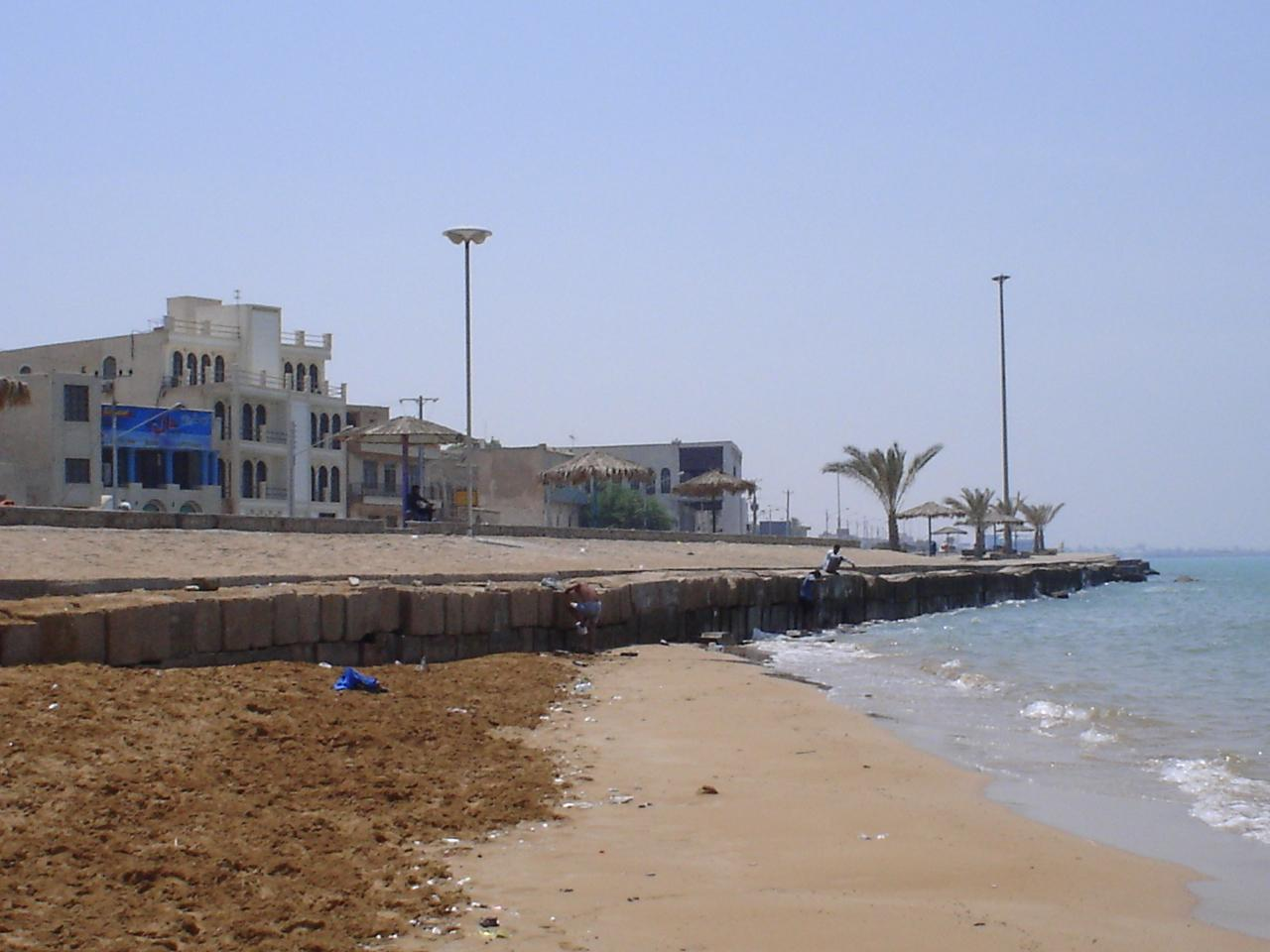
Küste des Persischen Golfes in Buschehr

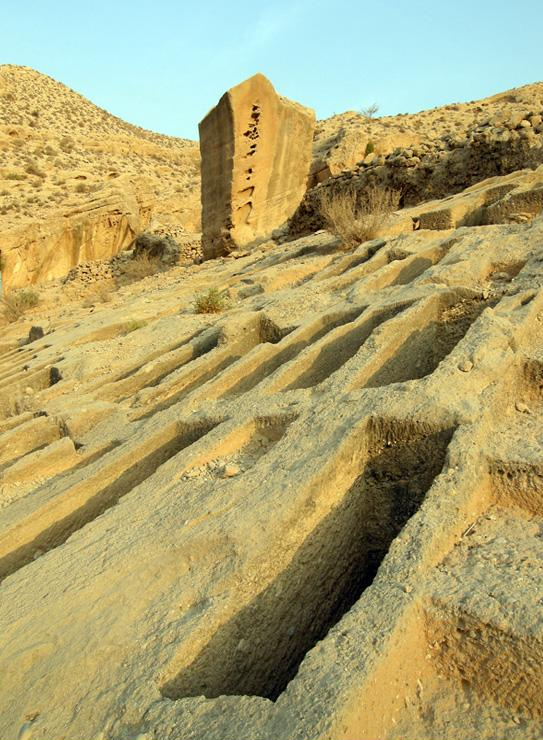
Die Ruinen von Siraf

Die Provinz Buschehr (persisch استان بوشهر) ist eine der 31 iranischen Provinzen. Hauptstadt ist Bandar-e Buschehr.
In der Provinz leben 1.163.400 Menschen (Volkszählung 2016). Die Provinz umfasst 22.743 Quadratkilometer und hat eine Bevölkerungsdichte von 39 Einwohner pro Quadratkilometer.

## Geographie
Die Provinz erstreckt sich nördlich und südlich ihrer Hauptstadt entlang des Persischen Golfs im Süden des Landes.

## Klima
Während die Sommer unerträglich heiß sind, herrschen im Winter angenehm milde Temperaturen – dennoch kommt das ganze Jahr über das Leben während der Mittagszeit vollständig zum Erliegen. 

## Verwaltungsgliederung
Die Provinz Buschehr gliedert sich in zehn Landkreise:
- Assaluyeh
- Buschehr
- Dashtestan
- Dashti
- Dayyer
- Deylam
- Dscham
- Ganaveh
- Kangan
- Tangestan

## Bevölkerung
Allgemein werden die Bewohner der Golfküste, die meist eine dunklere Hautfarbe als die Bewohner des Hochlands haben, als Bandari bezeichnet (pers. bandar: „Hafen“). Wie in der Provinz Hormozgan sind sie haben einige Bewohner arabischen oder schwarzafrikanischen Ursprungs (Afro-Iraner) und gehören sesshaften Sippen verschiedener Nomadenstämme an. Viele ihrer Traditionen haben sie bis heute bewahrt. Sie sprechen meist den persischen Bandari-Dialekt, jedoch ist auch die arabische Sprache weit verbreitet. Die meisten Bewohner sind schiitische Muslime, es gibt jedoch auch einige Sunniten. Einige Menschen, besonders die Afro-Iraner, pflegen den in Ägypten und Sudan bekannten Zar-Kult.
Insbesondere die Inselbewohner kleiden sich nach wie vor traditionell. Die Männer tragen einen langen Umhang und Turban, die Frauen weite Hosen und farbige Gewänder; zudem tragen sie eine farbige Gesichtsmaske aus besticktem Ziegenleder, die nur Augen und Mund freilässt. Zudem ist Buscher für den Bandari-Musikstil bekannt. 

## Hochschulen
- Bushehr University of Medical Sciences
- Islamic Azad University of Bushehr
- Islamic Azad University of Khark
- Iran Nuclear Energy College
- Persian Gulf University